# Aspilota isometrica
Aspilota isometrica är en stekelart som beskrevs av Fischer 1973. Aspilota isometrica ingår i släktet Aspilota och familjen bracksteklar. Inga underarter finns listade.